# Подсадник, Николай Георгиевич
Никола́й Гео́ргиевич Подса́дник (1 января 1922 — 24 ноября 1975) — советский военнослужащий, участник Великой Отечественной войны. Герой Советского Союза (18 августа 1945 года).

## Биография
Подсадник Н. Г., белорус по национальности, родился в деревне Углы в крестьянской семье. После получения среднего образования проживал в городе Балхаш. Вступив в ряды Красной Армии в 1940 году, Подсадник в 1943 году окончил Чкаловскую военную авиационную школу пилотов.
Участвовал в Великой Отечественной войне с сентября 1943 года.
Приказом Вс 2-й ВА №: 184/н от 31.12.1943 года летчик 61-го шап младший лейтенант Подсадник награждён орденом Отечественной войны 2-й степени за 22 успешных боевых вылета на самолёте ИЛ-2 и уничтожение 3 танков, 12 автомашин, 4 точек МЗА, 10 повозок и до 40 гитлеровцев.
Воевал на Воронежском, 1-м, 2-м и 3-м Украинских фронтах.
Приказом ВС 1-й ВА №: 195/н от 08.08.1944 года старший лётчик 165-го гвардейского штурмового авиаполка гвардии лейтенант Подсадник награждён орденом Красного Знамени за совершение 21 успешного боевого вылета и уничтожение 1 танка, 4 автомашин, 1 орудия полевой артиллерии, 3 точки зенитной артиллерии и 35 гитлеровцев.
Приказом ВС 5-й ВА 2-го Украинского фронта № 59/н от 11.12.1944 года старший лётчик 165-го шап гвардии лейтенант Подсадник награждён орденом Красного Знамени за совершение 32 успешных боевых вылетов и уничтожение 1 танка, 1 батареи полевой артиллерии, 1 батареи МЗА, 5 автомашин,1 ж\д станции.
Гвардии лейтенант Подсадник Н. Г. был командиром звена 165-го гвардейского штурмового авиационного полка (10-я гвардейская штурмовая авиационная дивизия, 17-я воздушная армия, 3-й Украинский фронт). Совершил к апрелю 1945 года 101 боевой вылет на штурмовку соединений врага (всего за войну 106 боевых вылетов). 18 августа 1945 года Подсаднику Н. Г. было присвоено звание Героя Советского Союза. Принимал участие в освобождении Украины, Молдавии, Румынии, Югославии, Венгрии.
После войны до января 1947 года продолжал службу в ВВС командиром звена штурмового авиаполка (в Южной группе войск). В сентябре 1947 года окончил Краснодарскую высшую офицерскую школу штурманов ВВС. Вновь служил в ВВС командиром звена штурмового авиаполка (в Закавказском военном округе). С сентября 1948 года старший лейтенант Подсадник — в запасе.
В 1949—1950 годах работал инструктором политотдела Тихорецкого отделения Северо-Кавказской железной дороги (город Тихорецк Краснодарского края), в 1950—1951 — инструктором политотдела Управления
строительства «Мосэлектротягстрой». В 1953 году окончил Московскую областную партийную школу. В 1953—1956 — инструктор политотдела Управления Московско-Курско-Донбасской железной дороги, в апреле-сентябре 1956 — инструктор отдела пропаганды и агитации Первомайского райкома партии города Москвы. В 1959 году окончил Московскую высшую школу профсоюзного движения. В 1959—1962 — инструктор ЦК профсоюза рабочих железнодорожного транспорта. Затем работал в Центральном нормативно-исследовательском бюро (с 1965 — институте) «Оргтрансстрой»: старшим консультантом по технике безопасности (1962—1963) и начальником отдела кадров (1963—1968). Жил в Москве. Умер 24 ноября 1975 года. Похоронен на Преображенском кладбище в Москве.

## Память
В честь Подсадника Н. Г. на здании средней школы № 1 города Балхаш установлена мемориальная доска.

## Награды
- Герой Советского Союза (18 августа 1945 года);
- орден Ленина;
- два ордена Красного Знамени;
- орден Отечественной войны 2 степени;
- медали.

## Комментарии
1. ↑  По другим данным, в 1942 году. См.: Збор помнікаў гісторыі і культуры Беларусі. Віцебская вобласць. — Минск: БелСЭ, 1985. — С. 364. — 496 с. — 8000 экз..
2. ↑  По другим данным, с октября 1943 года. См.: Збор помнікаў гісторыі і культуры Беларусі. Віцебская вобласць. — Минск: БелСЭ, 1985. — С. 364. — 496 с. — 8000 экз..